# たーし
たーしは、日本の漫画家。福岡県北九州市門司区出身。

## 来歴
1998年、24歳の時に描いた『KUZU』がちばてつや賞準大賞を受賞。
2002年に、『アーサーGARAGE』で漫画家デビュー。
2011年から、『ドンケツ』をヤングキングで連載開始。

## 人物
子供のころから絵が上手い方だと自負していたが、クラスで一番というほどではなかった。絵を上達させるために「マンガ入門」のような本を購入して独学で勉強した。その後、漫画を描き始めるにあたり、他の漫画家の下でのアシスタント経験や専門学校で学んだ経験はない。そのため、漫画に関する専門用語や道具の使い方に疎く、初めて編集者と打ち合わせをした際も"ネーム"すら分からず困惑した。
作画は手描きで行っている。漫画制作に携わるスタッフはほぼ家族であり、たーしの妻がパソコンを使って背景を入れ、兄が（キャラの背に描かれている）入れ墨を手描きで担当、母はスタジオの仕事場の環境整える掃除や食事作りを担っている。また、たーしの高校時代の同級生がスクリーントーンなどの仕上げ作業を手伝うこともある。過去に編集部から紹介されたアシスタントを入れたこともあるが、身内の輪に入れず、辞めてしまったという。
少女漫画に苦手意識があり殆ど手にしたこともなかったが、ある時、神尾葉子の『花より男子』を読んだところ面白くてハマってしまい、それ以降は少女漫画も読むようになった。このように『ドンケツ』シリーズも誰かの「新発見」となれば嬉しいとたーしは話している。

## 作品リスト

### 連載
- アーサーGARAGE（『週刊ヤングマガジン』2002年11号[4] - 2005年45号[5]）
  - 熱血中古屋魂!! アーサーGARAGE（『週刊ヤングマガジン』2006年29号[6] - 2010年24号[7]）
- ドンケツ（『月刊ヤングキング』2011年4月号・5月号[8]→『ヤングキング』2011年10号[8] - 2019年2号[9]）
  - ドンケツ外伝（『ヤングキングGIRI』[10]→『ヤングキングBLACK』[11]→『ヤングキングBULL』2019年3月号[12] - ）
  - ドンケツ 第2章（『ヤングキング』2019年13号[13] - 2023年21号[14]→『ヤングキングBULL』2024年2号[15] - ）
- おちこぼれ（『週刊漫画ゴラク』2019年5月10・17日合併号[16]、8月21・28日合併号[17]、2023年1月6・13日合併号[18] - 2023年1月27日号[19]、2024年1月5・12日合併号[20]、2024年1月19日号[21]） - オムニバス[22]。
- 日本統一 〜序章〜（原作：本宮泰風、『ヤングキングBULL』2024年6月号[23] - 2024年1号[24]） - 漫画担当[23]。

### 読み切り
- ロケマサと僕（『週刊ヤングマガジン』2021年4・5合併号[25]） - ヤングマガジン40周年企画「我漫 -ワガマン-」第19弾作品[25]。

### 書籍
- 『アーサーGARAGE』、講談社〈ヤンマガKC〉2003年 - 2005年、全5巻
  - 『熱血中古屋魂!! アーサーGARAGE』、講談社〈ヤンマガKC〉2006年 - 2010年、全15巻
- 『ドンケツ』、少年画報社〈ヤングキングコミックス〉2011年 - 2019年、全28巻
  - 『ドンケツ外伝』、少年画報社〈ヤングキングコミックス〉2014年 - 、既刊8巻（2024年10月28日現在）
  - 『ドンケツ 第2章』、少年画報社〈ヤングキングコミックス〉2019年 - 、既刊14巻（2025年3月24日現在）
- 『おちこぼれ』、日本文芸社〈ニチブンコミックス〉2024年 - 、既刊1巻（2024年3月29日現在）
  1. 2024年3月29日発売[22][26]、ISBN 978-4-537-14795-7
- 『日本統一 〜序章〜』、原作：本宮泰風、少年画報社〈ヤングキングコミックス〉2024年、全1巻

### 寄稿
- 空気を読むな！本音で語れッ！男と男のマンガの話特集 『ドンケツ』シリーズの魅力に迫るコーナー（『ダ・ヴィンチ』2021年3月号[27]） - インタビュー[27]

## メディア出演

### テレビ
- 川島・山内のマンガ沼 #15・#16（2021年4月17日・24日、読売テレビ / 2021年4月22日・29日：日本テレビ）[28][29][30]
- 漫道コバヤシ #112「『ドンケツ』たーし先生降臨！」（2025年2月25日、フジテレビONE）[31]